# シュコダ52T
シュコダ52Tは、チェコの車両メーカーであるシュコダ・トランスポーテーションが開発・生産する路面電車車両。バリアフリーに適した超低床電車で、2025年以降チェコの首都・プラハの路面電車であるプラハ市電へ導入される。

## 概要
2022年11月、プラハで公共交通機関を運営するプラハ公共交通会社は、プラハ市電における旧型車両（タトラT3）の置き換えや今後の路線拡大による輸送力増強を目的に、40両＋オプション160両分の新型路面電車車両の導入を発表し、複数の企業が参加する入札を実施した。その結果、2023年11月にシュコダ・トランスポーテーションと契約を結ぶ事が決定した。これに基づき、同社が開発・生産を行うのが52Tである。
52Tは、シュコダ・トランスポーテーションが展開する超低床電車ブランドであるフォアシティ・プラスの1車種である。連節構造を採用しているフォアシティ・プラスは前後の車体の端部に回転軸を備えた台車が設置されているのが特徴で、これによりプラハ市内に多数存在する曲線への進入・通過時の台車や線路の摩耗を減らす事が出来る他、勾配にも適した構造になっている。この前後台車は1基の誘導電動機を備えた動力台車で、既存の超低床電車（シュコダ15T）と比較して主電動機の個数を削減する事による維持費の抑制や耐用年数、走行距離の増加が図られる。一方で中間車体には部分的に回転可能な付随台車が搭載される。
制動装置には電力が回収可能な回生ブレーキに加え、従来の機械式ブレーキと比べて維持費やメンテナンス頻度の削減が可能な電気機械式ブレーキが用いられている。また、プラハ公共交通会社からの要望に基づき、LIDARと監視カメラ、オフラインで記録されたHDマップやオドメトリを使用した位置特定機構を用いた、シュコダが開発した衝突防止システムが採用されている。
車内は全体が床上高さを抑えた低床構造となっており、車内には70人分の座席が設置されている他、全車体とも冷暖房が完備されている。
2024年からシュコダ・トランスポーテーションでの製造工程が始まり、2025年に最初の車両が公開された。以降、試運転を実施したのち営業運転に投入される予定となっている。同年12月までに20両、2026年に20両が導入される他、前述の通りオプション分として160両の追加発注も可能となっている。